# Nino Frank
Nino Frank (Barletta, 27 de junio de 1904 - París, 17 de agosto de 1988) fue un crítico italiano de cine, de origen suizo.
Frank acuñó el término film noir (cine negro) en un artículo de 1946, hablando de películas del Hollywood de los años 1940. Estas películas estaban marcadas por la prohibición, la gran depresión y la Segunda Guerra Mundial, y sólo entraron al mercado europeo después de que esta terminara.
Nino Frank fue también escritor de memorias y traductor. Trabajó con James Joyce y Blaise Cendrars.

## Vida
Nació en Barletta (Sur de Italia) de padres suizos e hizo sus estudios en Nápoles, en la Scuola Internazionale dirigida por el Doctor Pluss (en ese colegio también estudió Blaise Cendrars). En 1923 Frank se fue a París donde se quedó toda su vida y donde está enterrado junto a su mujer en el Cementerio de Montparnasse.

## Obras
- Bifur (1929-1931, 8 números). Segunda edición de Jean-Michel Place, en 2 tomos, París, 1976
- Petit cinéma sentimental. Prefacio de Henri Jeanson. París, La Nouvelle Édition, 1950
- Les Années 30 (1969)
- Mémoire brisée. París, Calmann-Lévy, 1967
- Le Bruit parmi le vent. París, Calmann-Lévy, 1968.
- 10.7.2. et autres portraits. Souvenirs. Maurice Nadeau/Papyrus, 1983